# Eupelmus
Eupelmus (Dalman, 1820), è uno dei principali generi di insetti della famiglia Eupelmidae (Hymenoptera: Chalcidoidea) comprendente specie parassitoidi.
Il genere comprende circa 330 specie, fra cui Eupelmus urozonus, uno dei più attivi antagonisti della mosca delle olive.